# David Fredrik Frölich

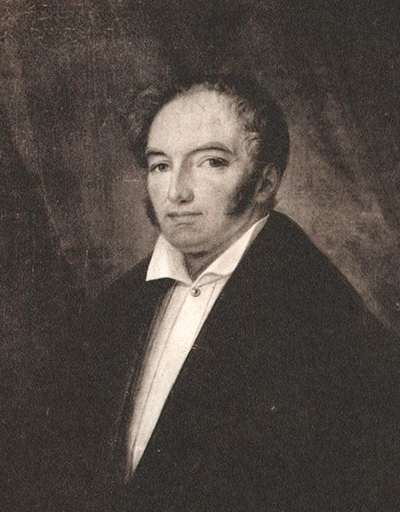
David Fredrik Frölich, självporträtt i olja.

David Fredrik Frölich, född 14 augusti 1788 på Degeberg i Västergötland, död den 2 april 1862 i Livorno, var en svensk greve, skriftställare och riksdagsman.

## Biografi
David Fredrik Frölich var son till ryttmästaren greve Adolf Fredrik Frölich och Hedvig Eleonora Hummelhielm. Han gifte sig 1817 med Karolina Kristina Cederström.

### Riksdagsmannen
Sedan Frölich avlagt hovrätts- och kansliexamina i Uppsala 1808–1809, blev han 1813 adjungerad ledamot av Göta hovrätt, men lämnade snart tjänstemannabanan. 
Vid riksdagarna 1815 och 1818 började Frölich sin parlamentariska bana, men det var egentligen vid riksmötet 1828–1830 som han först framträdde med uttalad politisk färg: den självständiga oppositionens. Han deltog därefter i alla riksmöten ända till 1860. Han ordade oavlåtligt för frihet, upplysning och nyttiga inrättningar, och bidrog även personligen till stiftande av en och annan sådan inrättning, såsom Hillska skolan på Barnängen, Värmlands privatbank med mera. Vid 1834–1835 års riksdag var han ordförande i bankoutskottet.

### Författaren
Även som författare bearbetade Frölich flitigt samtidens konstitutionella och finansiella frågor, dels i särskilt utgivna broschyrer, dels i tidningarnas spalter. Av hans skrifter kan nämnas: Hvad är att göra? eller rådplägningar om rätt och reform (tillsammans med J. D. Ahlberg, 1843); Korta uppsatser rörande penningväsen och banksystem 1844; Sketch of a Plan for the Reform of the Laws and regulations resp. Money and Currency 1855, Fortsatta försök till karakteristik af den svenska nationen och dess statsskick, åtföljda av förslag till ny grundlag 1857.

### Konstnärskap
Mot slutet av sitt liv bytte han ut pennan mot penseln och blev en passionerad målare. Han flyttade från Sverige till Italien, bodde någon tid i Rom och dog i Livorno 1862. Han är representerad vid Norrköpings konstmuseum  samt med ett självporträtt på Östergötlands museum i Linköping.